# Bob kamerdyner
Bob kamerdyner (ang. Bob the Butler) – film komediowy z 2005 roku. Film znany jest też w Polsce pod alternatywnym tytułem Kamerdyner.

## Treść
Bob Tree, wskutek prześladującego go pecha, po raz kolejny traci pracę. Postanawia zapisać się do pięciodniowej szkoły dla kamerdynerów. Tymczasem panna Annie Jamieson, samotnie wychowująca dwójkę dzieci, odnajduje starą reklamę Boba, w której reklamuje się on jako niania. Proponuje mu pracę. Okazuje się, że Bob szybko zdobywa przyjaźń i sympatię dzieci, które do tej pory były nieznośne. Jednak pech go nie opuszcza.

## Obsada
- Tom Green - Bob Tree
- Brooke Shields - Anne Jamieson
- Genevieve Buechner - Tess Jamieson
- Benjamin B. Smith - Bates Jamieson
- Rob LaBelle - Jacques
- Valerie Tian - Sophie
- Simon Callow - Pan Butler